# Corvus nasicus
Corvus nasicus е вид птица от семейство Вранови (Corvidae). Видът е незастрашен от изчезване.

## Разпространение
Разпространен е в Куба и Търкс и Кайкос.